# Tháp Al Kazim
Tháp Al Kazim là một tổ hợp nhà chọc trời ở thành phố Dubai, Các Tiểu vương quốc Ả Rập Thống nhất. Tổ hợp này bao gồm 2 tòa nhà 53 tầng cao 265 m được xây dựng theo kiến trúc tương tự Chrysler Building ở thành phố New York. Phần mái của cả hai tòa nhà đã được hoàn thành vào tháng 11 năm 2007 và công trình được dự kiến hoàn thành trong năm 2008.